# Tsjecho-Slowaaks voetbalkampioenschap 1992/93
Het Tsjecho-Slowaaks voetbalkampioenschap 1992/93 (Tsjechisch: 1. československá fotbalová liga, Slowaaks tegenwoordig: 1. česko-slovenská futbalová liga, Slowaaks in die tijdperiode: 1. československá futbalová liga) was het 67e (en laatste) seizoen van het Tsjecho-Slowaakse nationaal voetbalkampioenschap. Het seizoen werd afgewerkt in het tweepuntensysteem; 2 punten voor winst, 1 voor een gelijkspel en 0 voor verlies.
Na het einde van de competitie werd de competitie gesplitst in een Tsjechische en een Slowaakse competitie. Alle zes de Slowaakse deelnemers kwalificeerden zich voor de 1. slovenská futbalová liga 1993/1994. De beste negen van de tien Tsjechische deelnemers kwalificeerden zich direct voor de 1. česká fotbalová liga 1993/94, de tiende deelnemer TJ Bohemians Praag kwalificeerde zich ook door over twee barragewedstrijden te winnen van de nummer zeven van de Českomoravská liga 1992/93 TJ LIAZ / Sklobižu Jablonec nad Nisou.

## Stand
|     | Club                          | WG | W  | G  | V  | DV | DT | P  |                                                     |
| --- | ----------------------------- | -- | -- | -- | -- | -- | -- | -- | --------------------------------------------------- |
| 1.  | AC Sparta Praag3              | 30 | 23 | 2  | 5  | 66 | 24 | 48 | Eerste ronde UEFA Champions League 1993/94          |
| 2.  | SK Slavia Praag               | 30 | 18 | 7  | 5  | 70 | 28 | 43 | Eerste ronde UEFA Cup 1993/94                       |
| 3.  | ŠK Slovan Bratislava1         | 30 | 19 | 4  | 7  | 61 | 31 | 42 | Eerste ronde UEFA Cup 1993/94                       |
| 4.  | TJ DAC Dunajská Streda        | 30 | 16 | 5  | 9  | 46 | 36 | 37 | Eerste ronde UEFA Cup 1993/94                       |
| 5.  | SK Sigma Olomouc MŽ           | 30 | 14 | 7  | 9  | 44 | 38 | 35 |                                                     |
| 6.  | FC Baník Ostrava OKD          | 30 | 10 | 11 | 9  | 47 | 38 | 31 |                                                     |
| 7.  | AŠK Inter Slovnaft Bratislava | 30 | 14 | 3  | 13 | 46 | 42 | 31 |                                                     |
| 8.  | FC Boby Brno2                 | 30 | 13 | 5  | 12 | 40 | 51 | 21 |                                                     |
| 9.  | SKP Spartak Hradec Králové    | 30 | 10 | 7  | 13 | 32 | 36 | 27 |                                                     |
| 10. | SSK Vítkovice                 | 30 | 9  | 9  | 12 | 30 | 44 | 27 |                                                     |
| 11. | FC Tatran Prešov              | 30 | 9  | 8  | 13 | 42 | 40 | 26 |                                                     |
| 12. | FC Nitra2                     | 30 | 6  | 13 | 11 | 27 | 38 | 25 |                                                     |
| 13. | SK České Budějovice JČE       | 30 | 9  | 5  | 16 | 36 | 39 | 23 |                                                     |
| 14. | FC Dukla Praag                | 30 | 7  | 5  | 18 | 38 | 74 | 19 |                                                     |
| 15. | TJ Bohemians Praag            | 30 | 5  | 9  | 16 | 23 | 53 | 19 | Barragewedstrijden tegen degradatie naar Druhá liga |
| 16. | TJ Spartak Trnava             | 30 | 3  | 10 | 17 | 24 | 60 | 16 |                                                     |

× De clubs met een Tsjechische vlag voor de naam speelden in het seizoen 1993/94 in de 1. česká fotbalová liga, de clubs met een Slowaakse vlag kwalificeerden zich voor de 1. slovenská futbalová liga. 

1 ŠK Slovan Bratislava was in dit seizoen de titelverdediger. 

2 FC Boby Brno en FC Nitra waren in dit seizoen nieuwkomers, zij speelden in het voorgaande seizoen niet op het hoogste niveau van het Tsjecho-Slowaakse voetbal. 

3 AC Sparta Praag was de winnaar van de Tsjechische beker van dit seizoen, in de strijd om de Tsjecho-Slowaakse beker (een wedstrijd tussen de winnaar van de Tsjechische beker en de winnaar van de Slowaakse beker) werd echter verloren van 1. FC Košice, een club dat seizoen uitkomend in de Slovenská národná futbalová liga.

## Topscorers
24 doelpunten
- Peter Dubovský (ŠK Slovan Bratislava)

23 doelpunten
- Pavel Kuka (SK Slavia Praag)

17 doelpunten
- Ľubomír Luhový (AŠK Inter Slovnaft Bratislava)

16 doelpunten
- Marek Poštulka (FC Baník Ostrava OKD)

14 doelpunten
- Horst Siegl (AC Sparta Praag)

13 doelpunten
- Pavol Diňa (TJ DAC Dunajská Streda)

11 doelpunten
- Vladislav Zvara (FC Tatran Prešov)

10 doelpunten
- Patrik Berger (SK Slavia Praag)

9 doelpunten
- Edvard Lasota (FC Boby Brno)
- Jan Saidl (FC Dukla Praag)
- Július Šimon (TJ DAC Dunajská Streda)
- Jan Suchopárek (SK Slavia Praag)

1918 · 
1919 · 
1920 · 
1921 · 
1922 · 
1923 · 
1924 · 
1925 · 
1925/26 · 
1927 · 
1927/28 · 
1928/29 · 
1929/30 · 
1930/31 · 
1931/32 · 
1932/33 · 
1933/34 · 
1934/35 · 
1935/36 · 
1936/37 · 
1937/38 · 
1945/46 · 
1946/47 · 
1947/48 · 
1948 · 
1949 · 
1950 · 
1951 · 
1952 · 
1953 · 
1954 · 
1955 · 
1956 · 
1957/58 · 
1958/59 · 
1959/60 · 
1960/61 · 
1961/62 · 
1962/63 · 
1963/64 · 
1964/65 · 
1965/66 · 
1966/67 · 
1967/68 · 
1968/69 · 
1969/70 · 
1970/71 · 
1971/72 · 
1972/73 · 
1973/74 · 
1974/75 · 
1975/76 · 
1976/77 · 
1977/78 · 
1978/79 · 
1979/80 · 
1980/81 · 
1981/82 · 
1982/83 · 
1983/84 · 
1984/85 · 
1985/86 · 
1986/87 · 
1987/88 · 
1988/89 · 
1989/90 · 
1990/91 · 
1991/92 · 
1992/93